# Aleksinački Bujmir
Aleksinački Bujmir (en serbe cyrillique : Алексиначки Бујмир) est un village de Serbie situé dans la municipalité d'Aleksinac, district de Nišava. Au recensement de 2011, il comptait 499 habitants.
Le village, connu également sous le nom de Bujmir, est situé au bord de la route européenne E75, entre Aleksinac et Niš.

## Démographie
| 1948 | 1953 | 1961 | 1971 | 1981 | 1991 | 2002 | 2011 |
| ---- | ---- | ---- | ---- | ---- | ---- | ---- | ---- |
| 580  | 587  | 640  | 579  | 604  | 587  | 557  | 499  |

|  |